# Leichtathletik-Europameisterschaften 2002/1500 m der Männer

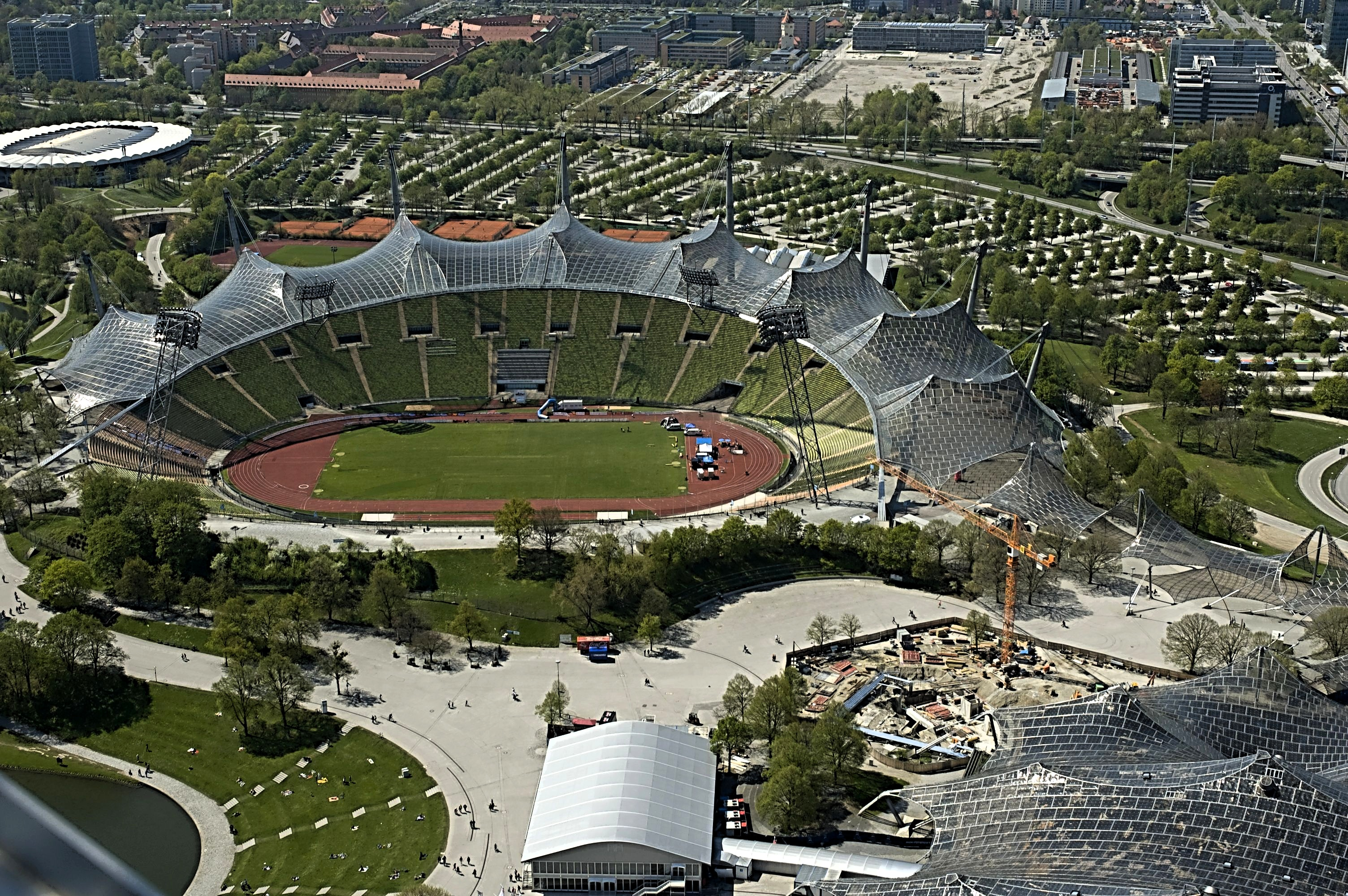
Das Olympiastadion in München von oben im Jahr 2009

Der 1500-Meter-Lauf der Männer bei den Leichtathletik-Europameisterschaften 2002 wurde am 6. und 8. August 2002 im Münchener Olympiastadion ausgetragen.
Europameister wurde der Franzose Mehdi Baala. Der spanische Titelverteidiger und WM-Dritte von 1999 Reyes Estévez gewann die Silbermedaille. Bronze ging an den portugiesischen Vizeeuropameister von 1998 Rui Silva.

## Bestehende Rekorde
| Weltrekord           | 3:26,00 min | Hicham El Guerrouj | Rom, Italien          | 14. Juli 1998   |
| Europarekord         | 3:28,95 min | Fermín Cacho       | Zürich, Schweiz       | 13. August 1997 |
| Meisterschaftsrekord | 3:35,27 min | Fermín Cacho       | EM Helsinki, Finnland | 9. August 1994  |

Alle Rennen hier in München waren bei gemäßigtem Tempo auf ein Spurtfinale ausgerichtet. So wurde auch bei diesen Europameisterschaften der bestehende EM-Rekord nicht erreicht. Die schnellste Zeit erzielte der spätere Vizeeuropameister Reyes Estévez aus Spanien im zweiten Halbfinale mit 3:40,47 min, womit er 5,20 s über dem Rekord blieb. Zum Europarekord fehlten ihm 11,52 s, zum Weltrekord 14,47 s.

## Vorrunde
6. August 2002
Die Vorrunde wurde in zwei Läufen durchgeführt. Die ersten vier Athleten pro Lauf – hellblau unterlegt – sowie die darüber hinaus vier zeitschnellsten Läufer – hellgrün unterlegt – qualifizierten sich für das Halbfinale.

### Vorlauf 1

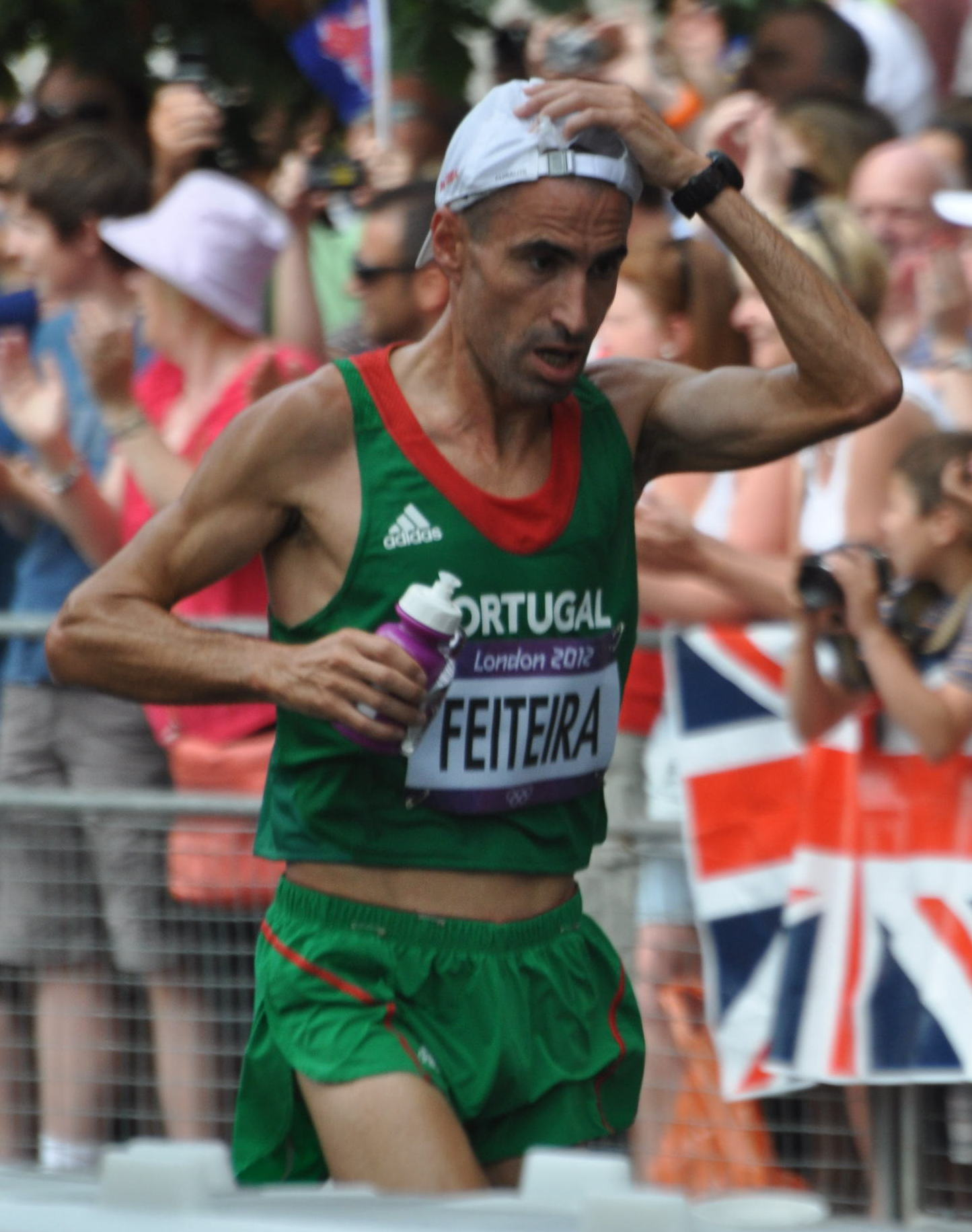
Luís Feiteira, später wie auf dem Foto zu sehen zum Marathon gewechselt, verpasste das Finale um einen Rang

| Platz | Name                  | Nation         | Zeit (min) |
| ----- | --------------------- | -------------- | ---------- |
| 1     | Mehdi Baala           | Frankreich     | 3:46,71    |
| 2     | José Antonio Redolat  | Spanien        | 3:46,94    |
| 3     | Marko Koers           | Niederlande    | 3:47,16    |
| 4     | Anthony Whiteman      | Großbritannien | 3:47,40    |
| 5     | Luís Feiteira         | Portugal       | 3:47,66    |
| 6     | Iwan Heschko          | Ukraine        | 3:47,76    |
| 7     | Panayiótis Stroubákos | Griechenland   | 3:47,94    |
| 8     | James Nolan           | Irland         | 3:48,48    |
| 9     | Franek Haschke        | Deutschland    | 3:48,56    |
| 10    | Lorenzo Lazzari       | Italien        | 3:49,06    |
| 11    | Aleš Tomić            | Slowenien      | 3:50,19    |

### Vorlauf 2
| Platz | Name                | Nation         | Zeit (min) |
| ----- | ------------------- | -------------- | ---------- |
| 1     | Reyes Estévez       | Spanien        | 3:40,47    |
| 2     | Rui Silva           | Portugal       | 3:40,84    |
| 3     | Fouad Chouki        | Frankreich     | 3:41,36    |
| 4     | Christian Obrist    | Italien        | 3:41,63    |
| 5     | Michael East        | Großbritannien | 3:41,83    |
| 6     | John Mayock         | Großbritannien | 3:42,82    |
| 7     | Juan Carlos Higuero | Spanien        | 3:42,82    |
| 8     | Lorenzo Perrone     | Italien        | 3:43,02    |
| 9     | Peter Philipp       | Schweiz        | 3:44,30    |
| 10    | Mattias Norling     | Schweden       | 3:45,28    |

## Finale
8. August 2002
| Platz | Name                 | Nation         | Zeit (min) |
| ----- | -------------------- | -------------- | ---------- |
| 1     | Mehdi Baala          | Frankreich     | 3:45,25    |
| 2     | Reyes Estévez        | Spanien        | 3:45,25    |
| 3     | Rui Silva            | Portugal       | 3:45,43    |
| 4     | Fouad Chouki         | Frankreich     | 3:45,46    |
| 5     | Juan Carlos Higuero  | Spanien        | 3:45,81    |
| 6     | Michael East         | Großbritannien | 3:46,30    |
| 7     | Christian Obrist     | Italien        | 3:46,57    |
| 8     | Marko Koers          | Niederlande    | 3:46,68    |
| 9     | Anthony Whiteman     | Großbritannien | 3:47,10    |
| 10    | Lorenzo Perrone      | Italien        | 3:47,43    |
| 11    | José Antonio Redolat | Spanien        | 3:47,43    |
| 12    | John Mayock          | Großbritannien | 3:48,41    |

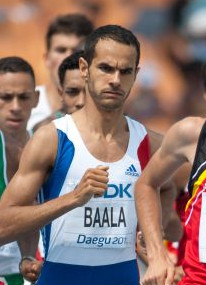
Erster EM-Titel für Mehdi Baala – 2006 gab es einen zweiten, 2003 wurde er außerdem Vizeweltmeister und 2008 Olympiadritter

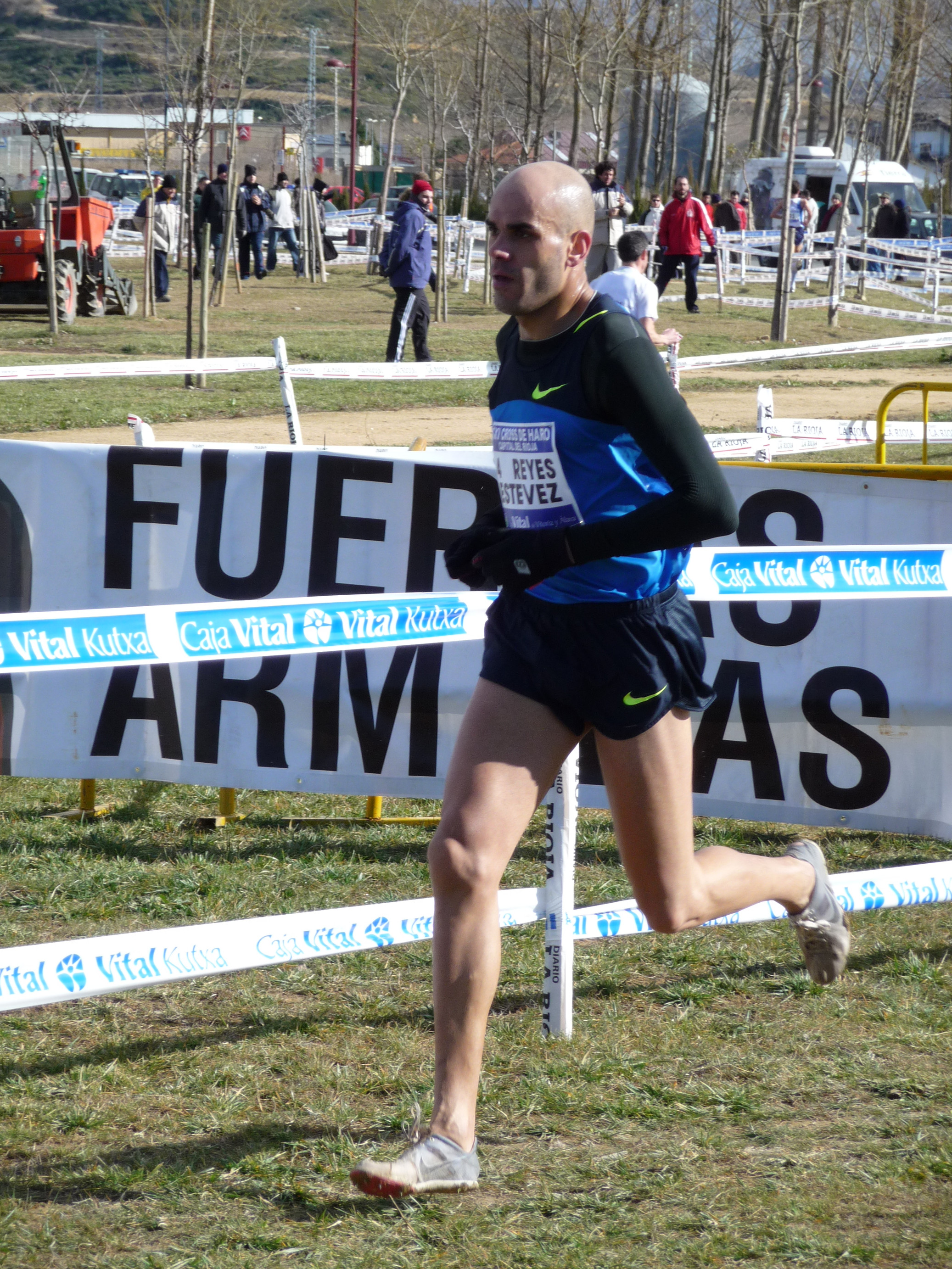
Reyes Estévez, Titelverteidiger und 1999 WM-Dritter, errang diesmal Silber
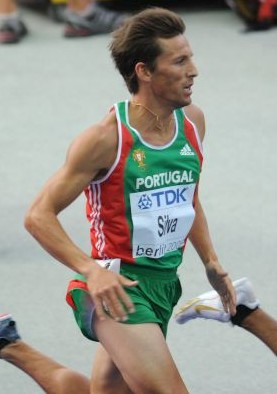
Bronzemedaillengewinner Rui Silva, 1998 Vizeeuropameister
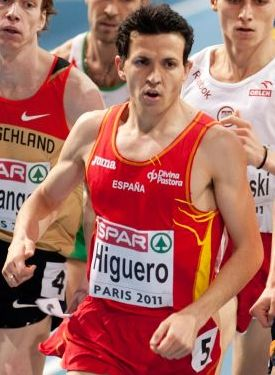
Juan Carlos Higuero belegte Rang fünf

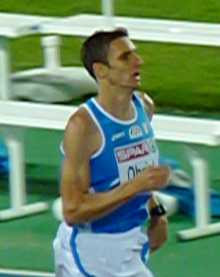
Christian Obrist wurde Siebter
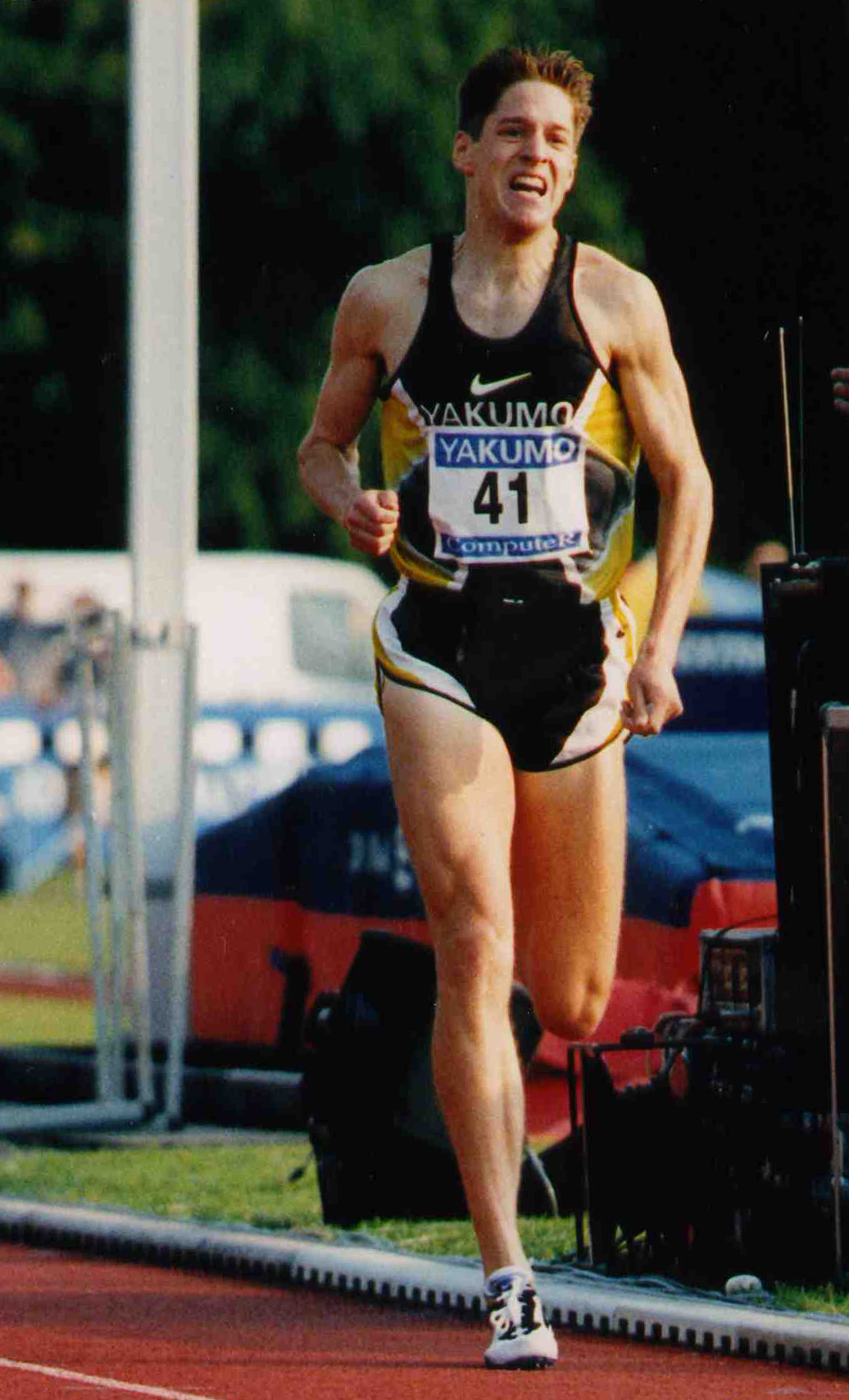
Marko Koers erreichte Platz acht

## Videolink
- Final 1.500 Campeonato de Europa Atletismo Munich 2002 - Mehdi Baala - Reyes Estévez, youtube.com, abgerufen am 19. Januar 2023